# Audrey Callaghan
Audrey Elizabeth Callaghan, Baronessa Callaghan di Cardiff  nata Moulton (Maidstone, 28 luglio 1915 – 15 marzo 2005), è stata la moglie di James Callaghan, ex primo ministro britannico.

## Biografia
È nata a Maidstone, nel Kent, in Inghilterra, dove suo padre era un direttore della Lead Wool Company, una società di utensili. Ha presieduto il Partito Laburista di Maidstone e la Fabian Society. Si è unita al Partito Laburista quando era adolescente e ha incontrato il suo futuro marito all'inizio degli anni '30 alla Scuola domenicale della Chiesa Battista, dove entrambi hanno lavorato nel Partito Laburista, ma non si sono sposati fino al luglio 1938. Si sono sposati a Parigi e Chamonix e in seguito tornò ad affittare una casa a Norwood.
Nel 1987, quando James ha ricevuto il titolo di Barone Callaghan di Cardiff, è diventata Baronessa Callaghan di Cardiff. Si ritirarono in una fattoria a Ringmer, nell'East Sussex, dove allevavano maiali, mucche e pecore e coltivano orzo. Insieme a suo marito, ha sostenuto cause legate allo Swansea University College, di cui James Callaghan era presidente.
In ottant'anni Callaghan ha sviluppato la malattia di Alzheimer. Nel luglio 2001, quando le sue condizioni peggiorarono, entrò in una casa di cura gestita da suore cattoliche, dove suo marito la visitò tutti i giorni fino alla sua morte nel marzo 2005. Morì appena undici giorni dopo la morte di suo marito, prima del suo 93º compleanno.
Ha avuto tre figli: Margaret Jay, la baronessa Jay di Paddington, Julia e Michael.

## Titoli
- Miss Audrey Moulton (28 luglio 1915 – 28 luglio 1938)
- Mrs James Callaghan (28 luglio 1938 – 23 aprile 1987)
- Lady Callaghan (23 aprile 1987 – 5 novembre 1987)
- The Rt Hon Lady Callaghan di Cardiff (5 novembre 1987 – 15 marzo 2005)